# جيمس ستراتشي
كان جيمس بومونت ستراتشي (26 سبتمبر 1887، لندن - 25 أبريل 1967، هاي ويكومب) محللًا نفسيًا بريطانيًا، وترجم مع زوجته أليكس أعمال سيغموند فرويد إلى الإنجليزية. ولعل أكبر أسباب شهرته هو أنه المحرر العام للنسخة القياسية من الأعمال النفسية الكاملة لسيغموند فرويد.

## بدايات حياته
كان أبواه الفريق السير ريتشارد ستراتشي والسيدة (جين) ستراتشي، التي أطلقت على الطفل اسم المعجزة لأن والده كان يبلغ من العمر 70 عامًا ووالدته 47 عامًا. بعض من بنات وأبناء أخيه الذين كانوا أكبر سنًا بكثير من جيمس، أطلقوا عليه اسم «جيمبو» أو «العم الطفل». كان لوالديه 13 طفلًا، عاش عشرة منهم حتى سن البلوغ.
تلقى جيمس تعليمه في مدرسة هيلبرو الإعدادية في رغبي، وفي كلية ترينتي في كامبريدج، حيث سكن في نفس الغرف التي استخدمها أخوه الأكبر ليتون ستراتشي، وعُرف باسم «ستراتشي الصغير»؛ وأصبح لقب ليتون حينها «ستراتشي الكبير». في كامبريدج، وقع ستراشي في حب الشاعر روبرت بروك، الذي لم يبادله المشاعر. وفي الوقت نفسه، كان يسعى متسلق الجبال جورج مالوري، وهاري نورتون، وعالم الاقتصاد جون ماينارد كينيز الذي دخل معه في علاقة غرامية. كان حبه لبروك ثابتًا، حتى مع موت الأخير في عام 1915، وهو الأمر الذي حطم ستراتشي.
ومع فرض التجنيد العسكري في عام 1916 خلال الحرب العالمية الأولى، أصبح جيمس رافضًا للخدمة العسكرية.
كان جيمس محررًا مساعدًا لمجلة المراقب (The Spectator)، وعضوًا في مجموعة بلومزبري، وتعرف حينها على أليكس سارجانت فلورنس على الرغم من أنهما التقيا للمرة الأولى في عام 1910. وانتقلوا للسكن معًا في عام 1919، ثم تزوجوا في عام 1920.
بعد ذلك بوقت قصير انتقلوا إلى فيينا، حيث بدأ جيمس التحليل النفسي مع فرويد الذي كان معجبًا كبيرًا به. إذ كان يقول لليتون أن تحليل فرويد قدم معنى كامنًا كاملًا للحياة. طلب فرويد من الزوجين ترجمة بعض أعماله إلى اللغة الإنجليزية، وأصبح هذا عملهم: لقد أصبحوا «مترجمي أعمالي إلى الإنجليزية الممتازين، السيد والسيدة جيمس ستراتشي».

## التحول إلى التحليل النفسي
بالنظر إلى الوراء بعد أربعين عامًا من نقطة التحول هذه، علق ستراتشي في مقال لزملائه المحللين على مؤهلاته كمرشح للتحليل النفسي بالمقارنة بالعصر الحديث: «مهنة أكاديمية مشهورة مع أقل درجة من البكالوريوس، وبدون مؤهلات طبية ... لا خبرة في أي شيء باستثناء صحافة الدرجة الثالثة. الشيء الوحيد الذي في صالحي هو أنني في سن الثلاثين كتبت رسالة مفاجئة إلى فرويد، وطلبت منه أن يأخذني كطالب».
وتابع بقوله إنه بعد أن أمضيت عامين في فيينا، «عدت إلى لندن في صيف عام 1922. وفي أكتوبر، وبدون تشتيت نفسي بأي شيء آخر، انتُخبت كعضو منتسب في جمعية التحليل النفسي. ... وبعد مرور عام، أصبحت عضوًا كامل العضوية. لذلك، بدأت العمل على علاج المرضى، دون خبرة، دون إشراف، دون أي شيء لمساعدتي سوى بعض التحليلات التي استمرت عامين مع فرويد».
وخلص بقلق إلى أن السيرة الذاتية الحديثة ضرورية. أما إذا كان من الممكن أن تصبح مؤسساتية بشكل مفرط فهذا سؤال مفتوح. وبالنسبة لنقطة إذ كان من المجدي ترك ثغرة لمحلل مستقل عرضي؟ ... فمن الممكن القول إنه إذا كان مثل هذه السيرة الذاتية موجودًا منذ أربعين سنة، لما كنتم مضطرين إلى الاستماع إلى هذه الملاحظات الليلة».

## روابط خارجية
- جيمس ستراتشي على موقع ميوزك برينز (الإنجليزية)